# Nacho (futebolista)
José Ignacio Fernández Iglesias, mais conhecido como Nacho (Madrid, 18 de janeiro de 1990) é um futebolista espanhol que atua como zagueiro. Atualmente defende o Al-Qadsiah.
Nacho destacou-se por ser um jogador muito fiel ao Real Madrid. Desde sua chegada no clube, em 2001, o defensor defendeu as cores da equipe Merengue por 23 anos, onde conquistou seis troféus de Liga dos Campeões.

## Carreira
Natural de Madrid, desde os 11 anos defendeu as categorias de base do Real Madrid. Fez sua estreia profissional na temporada 2008–09, disputando duas partidas com o Real Madrid B na segunda divisão.
Em 23 de abril de 2011, Nacho fez sua estreia pela equipe principal em partida que acabou 6–3 contra o Valencia, José jogou os 90 minutos da partida. A sua segunda partida foi na derrota por 3–2 contra o Real Zaragoza.
Nacho foi o único jogador das categorias de base escolhido para acompanhar o time principal em uma série de amistosos de pré-temporada na América do Norte, para preparação da temporada 2011–12. Entrou como substituto nas três partidas contra o Los Angeles Galaxy, CD Guadalajara e o Philadelphia Union.
Em 2 de setembro de 2012 o técnico José Mourinho anunciou que Nacho junto com Álvaro Morata e Jesús Fernández seriam promovidos para a equipe principal, mas que ainda disputariam partidas com a equipe B. Para a temporada 2013–14 José irá defender somente a equipe principal, recebendo a camisa número 18, depois da saída de Raúl Albiol.

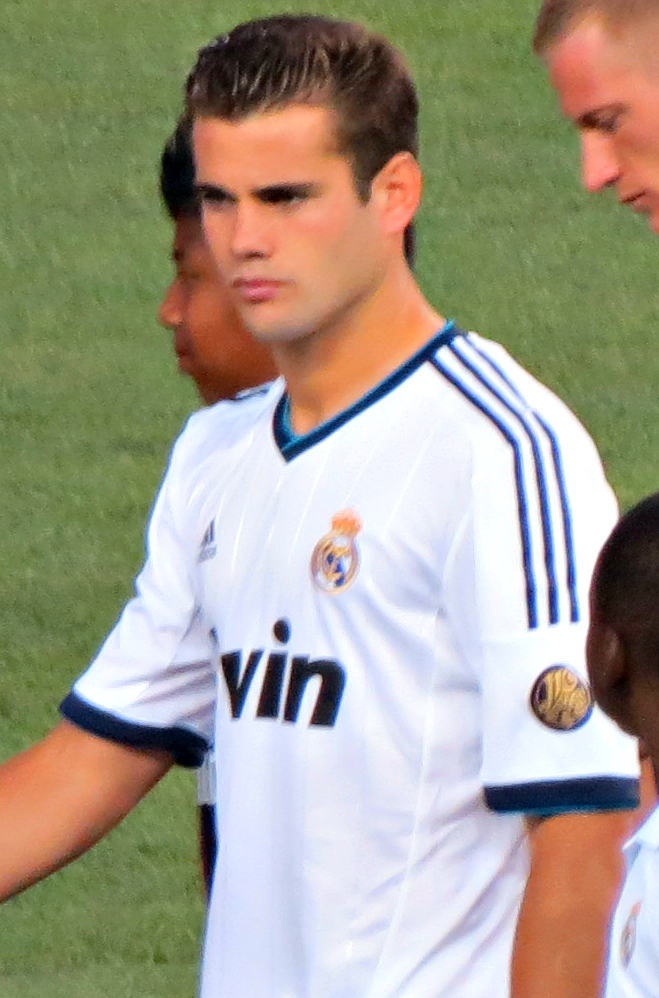
Nacho em 2012.

Seus anos dentro do clube de Madrid nunca foram recheados de jogos. O zagueiro disputou sua posição com muitos ídolos da posição, como Sergio Ramos, Pepe, Raphaël Varane, entre outros grandes defensores merengues. Todavia, jamais demonstrou um forte interesse em sair do time que o formou, independente de quantos jogos fazia por época.
Sua passagem pela La Liga foi recheada de jogos, apesar de jamais ter feito mais do que 28 partidas em longo de suas épocas. A vez que ele mais entrou em campo foi na edição de 2016–17, quando conseguia entrar pela defesa central e laterais ao longo dos jogos.
Na Liga Espanhola, o defensor teve a honra de levantar o troféu da competição em três oportunidades, além de garantir mais dois troféus da Copa do Rei.
Ainda em títulos nacionais, Nacho pôde garantir o troféu da Supercopa da Espanha em cinco oportunidades. A mais especial ocorreu em 2024, quando pôde levantar a taça como o capitão dos Merengues.

Dentro da Espanha, o jogador conseguia se adaptar a diversas funções defensivas. Sabendo que a disputa dentro da zaga seria difícil, o espanhol tratou de desempenhar outras posições, e conseguia fazer isso com certa frequência e qualidade. Suas posições secundárias variavam entre as duas laterais defensivas, contudo seu foco era no lado esquerdo, onde conseguira fazer pouco mais de 70 jogos nessa posição.

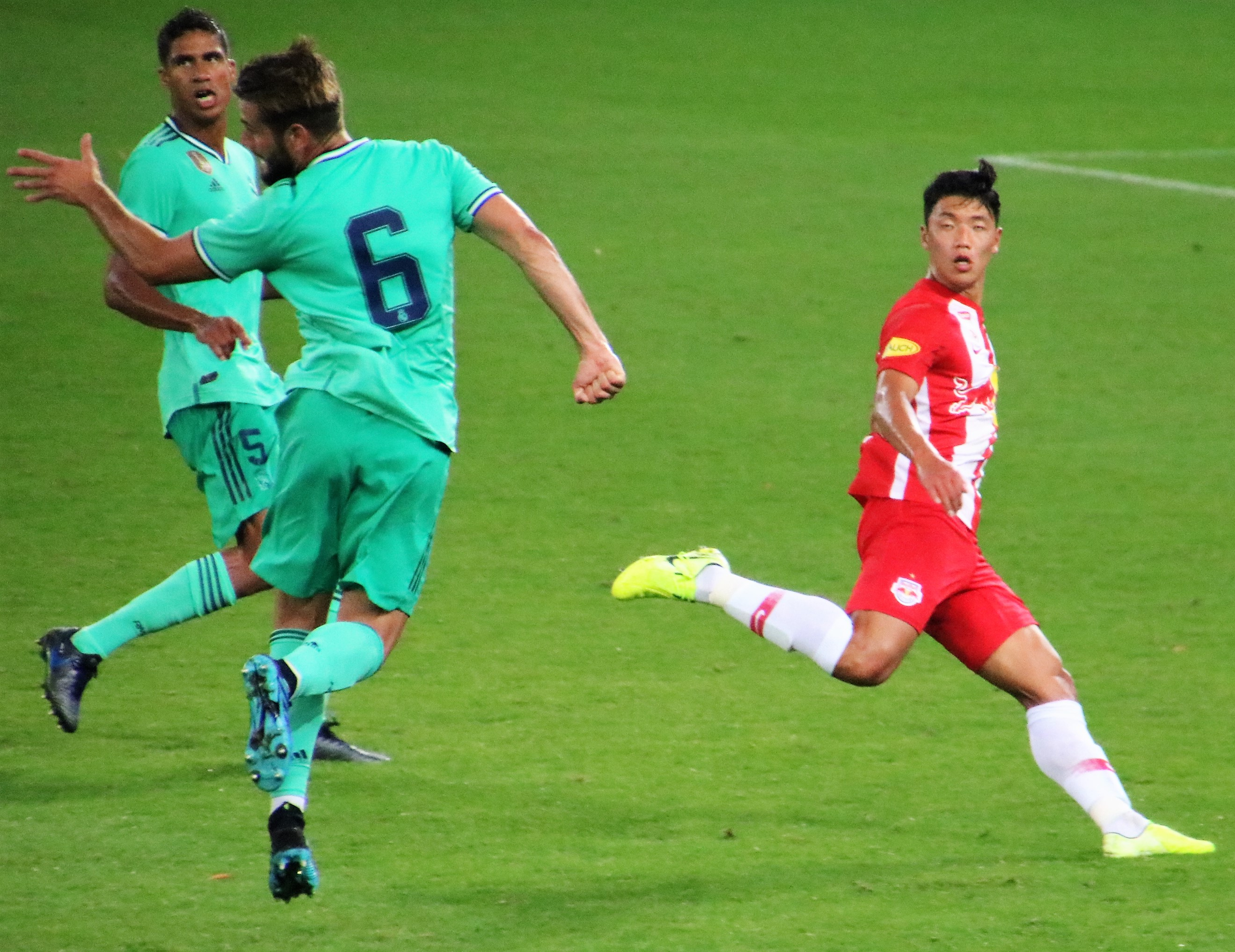
Varane e Nacho (camisa 6) em 2019.

Após a saída de alguns líderes da equipe ao longo dos anos, José foi o responsável por assumir a braçadeira de capitão com demasiada frequência na época 2023–24, sob o comando de Carlo Ancelotti.
A nível Continental, Nacho também esteve presente em diversos momentos de glória do Madrid na Liga dos Campeões. Nas vezes que disputou, o espanhol alcançou o hexacampeonato, mas só chegou a disputar a final duas vezes: contra Liverpool em 2018 e diante o Borussia Dortmund em 2024. Nessa partida, além de ter sido o capitão, conseguiu o seu sexto título, tornando-se o maior campeão da competição juntamente com Luka Modrić, Toni Kroos e Paco Gento.
O defensor também venceu a Supercopa da UEFA quatro vezes, mas nunca entrou em campo na competição. Em contrapartida, conseguiu vencer o Mundial de Clubes mais cinco vezes, onde conseguiu disputar a final em duas oportunidades, garantindo assim vitórias diante o Kashima Antlers (em 2016) e contra o Al-Hilal (em 2023).

### Al-Qadsiah
No dia 27 de junho de 2024, Nacho assinou um contrato de dois anos com o recém-promovido Al-Qadsiah, time do Campeonato Saudita de Futebol.

## Seleção Espanhola
Após servir as seleções de base, Nacho foi convocado para a seleção Espanhola principal pela primeira vez em 2 de setembro de 2013 para um amistoso contra a Suíça, substituindo o machucado Iñigo Martínez. Foi convocado para a Copa do Mundo FIFA de 2018 e jogou como titular na partida de estreia contra Portugal em que marcou um dos gols mais memoráveis do torneio.

## Títulos

### Clube

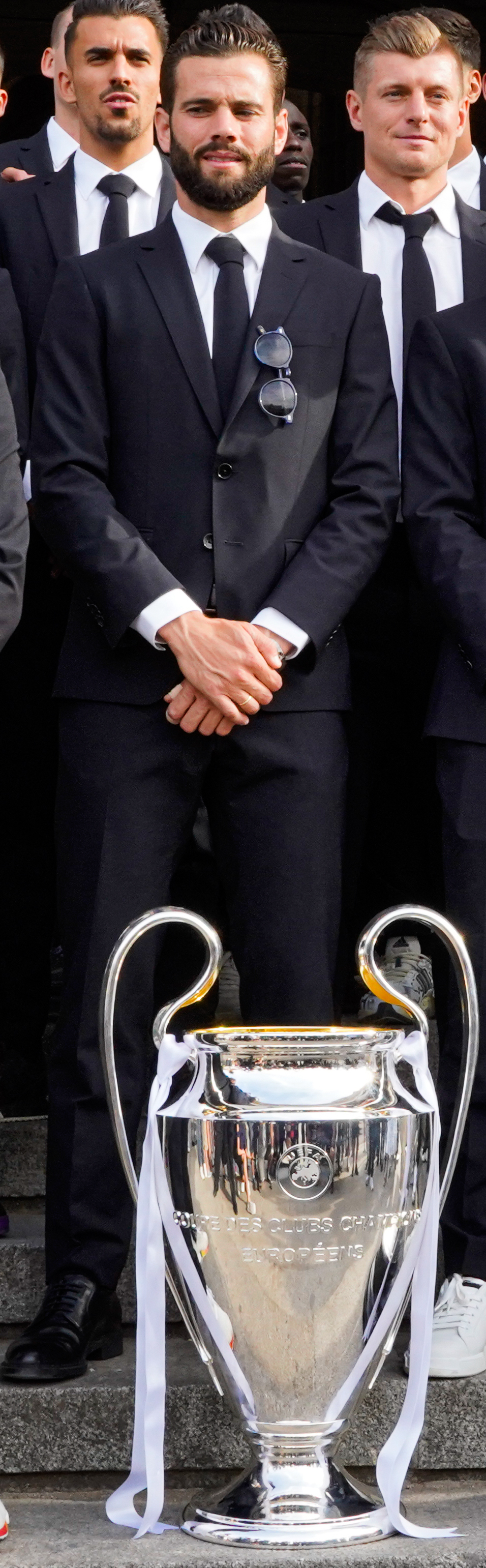
Nacho com o troféu da Liga dos Campeões.

#### Real Madrid
- Campeonato Espanhol: 2011–12, 2016–17, 2019–20, 2021–22, 2023–24
- Supercopa da Espanha: 2012, 2017, 2019–20, 2023–24
- Copa do Rei: 2013–14, 2022–23
- Liga dos Campeões da UEFA: 2013–14, 2015–16, 2016–17, 2017–18, 2021–22 e 2023–24
- Supercopa da UEFA: 2014, 2016, 2017, 2022
- Copa do Mundo de Clubes da FIFA: 2014, 2016, 2017, 2018, 2022
- Troféu Santiago Bernabéu: 2011, 2012, 2013, 2015, 2018

#### Real Madrid B
- Terceira Divisão Espanhola: 2011–12

### Internacional

#### Espanha
- Liga das Nações da UEFA: 2022–23
- Campeonato Europeu: 2024

#### Espanha Sub-21
- Campeonato Europeu de Futebol Sub-21: 2013

#### Espanha Sub-17
- Campeonato Europeu de Futebol Sub-17: 2007